# Klaus Tschira
Klaus Tschira (1940 – 2015) est un entrepreneur et philanthrope allemand. Il est cofondateur, avec  Hans-Werner Hector, Dietmar Hopp, Hasso Plattner et Claus Wellenreuther, de la société de conception de logiciels SAP. 

## Biographie
Tschira naît à Fribourg-en-Brisgau le 7 décembre 1940. Il fait des études de physique à l'université de Karlsruhe puis travaille de 1966 à 1972 comme ingénieur système chez IBM à Mannheim. En 1972 il est l'un des cinq fondateurs de la société Systemanalyse und Programmentwicklung, à Weinheim, société qui est devenue en 1988 « SAP. » Il abandonne son rôle dans la direction de l'entreprise dix ans plus tard et devient membre de son conseil de surveillance en 1998.
Tschira meurt subitement le 31 mars 2015.

## Fondation Klaus-Tschira
Klaus Tschira crée la Fondation Klaus-Tschira dans le but de promouvoir les sciences de la nature, l'informatique et les mathématiques, et aussi pour susciter l'intérêt du grand public pour ces sciences. Le siège de la fondation est la villa Bosch à Heidelberg, anciennement domicile de Carl Bosch, prix Nobel de chimie.
En 1997 est fondé le European Media Laboratory, un institut orienté vers l’informatique appliquée. En 2010 est fondé le Heidelberger Institut für Theoretische Studien (de) (HITS). En 2011, le  Haus der Astronomie (de) construit à Heidelberg est offert au Max-Planck-Institut für Astronomie.

## Fondation Gerda et Klaus Tschira
En 2008  Klaus Tschira et son épouse fondent la Fondation Gerda et Klaus Tschira (en allemand : Gerda und Klaus Tschira Stiftung (GKTS)). Cette fondation acquiert en 2008, auprès du Land de Saxe, l'ancienne maison de campagne du prix Nobel de chimie Wilhelm Ostwald à Großbothen près de Grimma. 

## Prix et distinctions
- 1995 : doctorat honoris causa de l'université de Klagenfurt
- 1997 : sénateur honoraire de l'université de Heidelberg
- 1999 : ordre du Mérite de la République fédérale d'Allemagne
- 1999 : sénateur honoraire de l'université de Karlsruhe, maintenant l'Institut de technologie de Karlsruhe
- 1999 : Deutscher Stifterpreis (de)
- 2000 : nomination de l'astéroïde (13028) Klaustschira par l'Union astronomique internationale en reconnaissance de son soutien pour le développement des satellites miniaturisés DIVA[2]
- 2007 : Konrad-Zuse-Plakette de la ville d'Hoyerswerda
- 2008 : médaille Rudolf-Diesel (de) de l'Institut allemand des inventions
- 2008 : médaille Alwin-Walther de la Technischen Universität Darmstadt
- 2008 : Sénateur honoraire de la Pädagogische Hochschule Heidelberg (de)[3]
- 2009 : Bundesverdienstkreuz 1. Klasse
- 2010 : doctorat honoris causa  de l'Institut de technologie de Karlsruhe
- 2010 : médaille Leibniz de l'Académie des sciences de Berlin-Brandebourg[4]
- 2011 : membre honoraire de la Société astronomique[5]
- 2011 : Ordre du mérite du Land Rhénanie-Palatinat (de)
- Ehrensenator der Universität Mannheim
- 2011 : sénateur honoraire de la Hochschule für Jüdische Studien Heidelberg (de)
- 2011 : médaille Richard-Benz (de) de la ville de Heidelberg
- 2012 : membre honoraire de l'Académie des sciences de Heidelberg